# Michel Charles Durieu de Maisonneuve
Michel Charles Durieu de Maisonneuve, född den 7 december 1796 i Saint-Eutrope-de-Born, död den 20 februari 1878 i Bordeaux, var en fransk militär och botaniker. Han ägnade sig framförallt åt floran i Frankrike och Algeriet. Han var föreståndare för den botaniska trädgården i Bordeaux från 1858.
Auktorsnamnet Durieu kan användas för Michel Charles Durieu de Maisonneuve i samband med ett vetenskapligt namn inom botaniken; se Wikipediaartiklar som länkar till auktorsnamnet.

## Verk i urval[3]
- Exploration scientifique de l'Algérie : sciences naturelles. Botanique. (1846-1855) med Jean-Baptiste Bory de Saint-Vincent; Joseph-Henri Léveillé, Camille Montagne, Louis René Tulasne, Charles Tulasne; et al.
- Flore d'Algérie (1846) med Bory de Saint-Vincent; Ernest Saint-Charles Cosson

## Eponym
Släktet Durieua är uppkallat efter honom.